# فلفلک‌ها
فلفلک‌ها (به انگلیسی: Peppershrikes) دو گونه از پرندگان گنجشک‌سان هستند که در مناطق گرمسیری آمریکای مرکزی و جنوبی یافت می‌شوند. آنها سردهٔ Cyclarhis را تشکیل می‌دهند که بخشی از تیرهٔ سرودخوانان است.
اینها پرنده‌های سنگینی هستند که نوک شبیه قلاب دارند. اگرچه فلفلک‌ها تنبل و بسیار پرصدا هستند، اما هنوز به سختی قابل تشخیص هستند زیرا از حشرات و عنکبوت‌ها در تاج‌پوش بالا تغذیه می‌کنند. لانه‌های فنجانی آنها را نیز می‌توان در بالای درختان یافت.

## گونه‌ها
| تصویر | نام رایج        | نام علمی        | پراکندگی                                       |
| ----- | --------------- | --------------- | ---------------------------------------------- |
|       | فلفلک ابروحنایی | C. gujanensis   | مکزیک و ترینیداد از جنوب به آرژانتین و اروگوئه |
|       | فلفلک نوک‌سیاه   | C. nigrirostris | کلمبیا و شمال اکوادور                          |